# Hickam Housing
Hickam Housing es un lugar designado por el censo ubicado en el condado de Honolulu en el estado estadounidense de Hawái. En el año 2010 tenía una población de 6.920 habitantes.

## Geografía
Hickam Housing se encuentra ubicado en las coordenadas 21°20′17″N 157°57′32″O / 21.33806, -157.95889.